# Marica Andallón
María Josefa Francisca González y Suárez, más conocida como Marica Andallón (Oviedo, 8 de enero de 1764-Oviedo, 2 de enero de 1848), fue una heroína de la Guerra de la Independencia Española.

## Trayectoria
María nació en Oviedo en una familia proveniente de Andallón, concejo de Las Regueras, de ahí su seudónimo. Trabajó en las tabernas de su familia en la calle de Jesús y en la plaza del Fontán de Oviedo. Tuvo una hija de soltera, a la que llamó Isabel Iglesias y que fue acogida en el Real Hospicio de Oviedo. Andallón quedó huérfana, y sufrió el abuso de una persona bien posicionada en Oviedo, que fue finalmente fue condenada. Después fue acogida por la familia de Sierra, a la que sirvió en ciudades como Madrid, Andalucía, París y Burdeos. Volvió a Oviedo donde regentó una abacería en la calle del Rosal. Recogió del Hospicio a su hija.
El 9 de mayo de 1808, una vez conocidos los acontecimientos del levantamiento del dos de mayo en Madrid, junto con Juaca Bobela y un grupo de partidarios impide al secretario del general francés Joaquín Murat la publicación de un bando.
El 25 de mayo de 1808 tomó parte en el levantamiento en cuyos preparativos ayudó.
Durante la guerra de la independencia participa en la fundación de un cuerpo sanitario que auxilia a los contendientes heridos de ambos bandos, obteniendo productos sanitarios, trasladándolos a los hospitales de campaña de Santa Clara y San Francisco.  
El 19 de junio de 1808, las tropas populares de Oviedo unidas a las del regimiento de Castropol detienen a Meléndez Valdés, La Llave, Ladrón de Guevara y Fitz-Gerald para ajusticiarlos sumariamente por afrancesados. Andallón, al enterarse, informa al cabildo de Oviedo organizando una procesión encabezada por la Cruz de la Victoria para salvar la vida de los presos, hecho que finalmente logra.
En 1814, el rey Fernando VII, tras una recepción real, le concedió una pensión vitalicia de 3  reales diarios por sus méritos en la guerra.

## Reconocimientos
La ciudad de Oviedo nombró una calle con el nombre Marica Andallón. En esa misma ciudad, en la esquina de la plaza Cimadevilla y con la calle Altamirano, se instaló una placa en recuerdo del alzamiento del 9 de mayo de 1808 contra las tropas Napoleón en el que se menciona a Andallón junto a otros nombres.